# بلوط (فندقی)

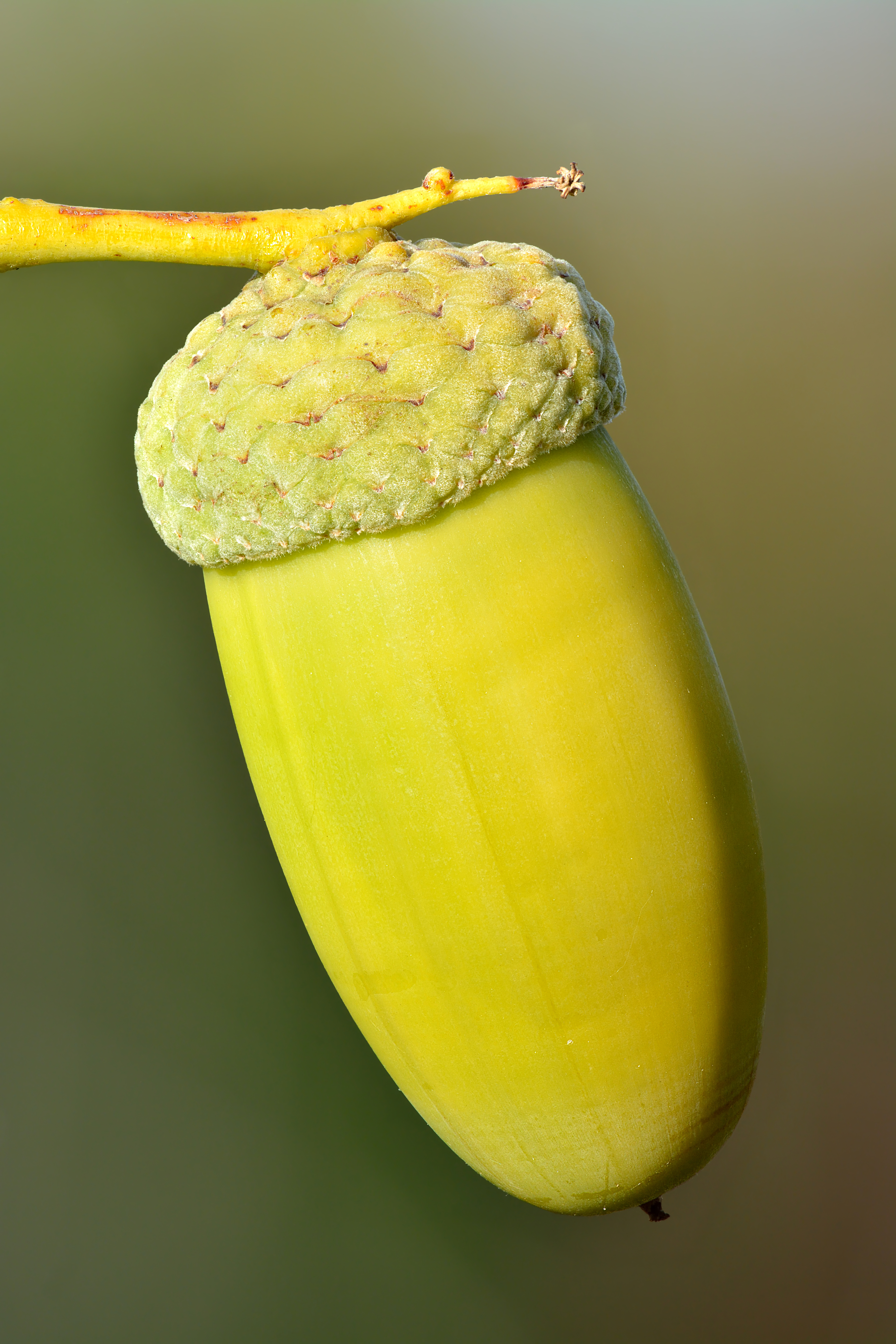
فندقی بلوط قرمز اروپایی

فندقی میوه یا فندقی درخت بلوط یا درختان از تیره راشیان است. میوه بلوطی شامل یک بذر است که در داخل یک پوسته سخت قرار گرفته است. بر روی پوسته نیز یک کلاهک وجود دارد. طول فندقی بلوط از ۱ تا ۶ سانتی متر و پهنای آن از ۰٫۸ تا ۴ سانتی متر است. ۶ الی ۲۴ ماه طول می کشد فندقی بلوط به حالت رسیده در اید.